# Desdemonia
«Desdemonia» — люксембургская дэт-метал-группа из Эльмданжа, созданная в 1994 году. Одна из первых дэт-метал-групп Люксембурга.

## История
Группа была создана в 1994 году в деревне Эльмданж в Люксембурге. Первый концерт состоялся в 1996 году. С момента своего формирования стала одной из наиболее заметных люксембургских дэт-метал-коллективов, выступая с гастрольными турами по городам Европы вместе с такими известными метал-группами, как «Apocalyptica», «Oomph!», «Soilwork» и другими.
Одна из композиций коллектива, вышедшая в 2000 году метал-версия люксембургской и бельгийской народной песни «Zu Arel op der Knippchen», достигла 24-го места в местном чарте «RTL».
Группа выпустила три полноформатных альбома, последний из которых, «Existence» (2010), получил положительные отзывы в музыкальных изданиях. В настоящее время в состав «Desdemonia» входят вокалист и бас-гитарист Том Досер (люкс. Tom Dosser), гитаристы Марк Досер (люкс. Marc Dosser) и Давид Вагнер (люкс. David Wagner) и барабанщик Том Мишельс (люкс. Tom Michels).

## Дискография

### Альбомы
- «Same» (1998)
- «Paralyzed» (2001)
- «Existence» (2010) —  Rock Hard: [5]

### Демозаписи
- «Infinity’s Regard» (1997)